# Tkaczewska Góra
Tkaczewska Góra est une localité polonaise de la gmina de Parzęczew, située dans le powiat de Zgierz en voïvodie de Łódź.